# 朱焜
朱焜（？年—1918年），字耀能，江蘇省松江府婁縣人，宣統三年遊學畢業進士，郭曾炘次婿。

## 生平
- 光緒三十四年（1908年）春，入學北洋大學堂工科採礦冶金門乙班生[6]，宣統三年畢業。
- 宣統三年三月，學部會考北洋大學堂畢業學生，得79.8分[7]
- 宣統三年四月，賞給進士出身，改為翰林院庶吉士[8]。
- 地質研究所兼職採礦學教員[9][10]
- 民國3年（1914年）3月12日，任農商部礦務監督署技正[11]。
- 民國3年（1914年）4月2日，派農商部礦務監督署技正兼農商部礦務監督署第三區礦務監督署辦事員[12]。
- 民國7年（1918年）逝世[13]。